# فيكتور فاسكيز (لاعب كرة قدم أمريكي)
فيكتور فاسكيز (بالإنجليزية: Victor Vásquez)‏ هو لاعب كرة قدم أمريكي في مركز الدفاع، ولد في 8 يوليو 1993 في آناهايم في الولايات المتحدة. لعب مع فينيكس راسينغ.